# Microsoft Technology Associate
Microsoft Technology Associate (MTA), или Начинающий специалист Microsoft — это базовая ступень в новой программе сертификации Microsoft, ориентированная в первую очередь на старшеклассников и студентов, которую следует рассматривать как подготовительную для последующей сертификации Microsoft Certified Technology Specialist (MCTS). Первое упоминание о MTA как о сертификации относится к лету 2010 года. Официальный запуск сертификации MTA в России состоялся осенью 2011 года. 

На сегодняшний день сертификация на статус MTA возможна по трём основным направлениям:
- разработка (веб-приложений или программ и приложений для операционных систем семейства Windows);
- администрирование (администрирование сетей и серверов, управление безопасностью и настройка доступа, а также поддержка и развёртывание систем для настольных ПК);
- работа с СУБД (разработка и администрирование баз данных).

Первоначально в сертификацию MTA входили следующие экзамены:
- 98-361: Software Development Fundamentals
- 98-362: Windows Development Fundamentals
- 98-363: Web Development Fundamentals
- 98-364: Database Administration Fundamentals
- 98-365: Windows Server Administration Fundamentals
- 98-366: Networking Fundamentals
- 98-367: Security Fundamentals

В 2011 году к этим экзаменам добавились:
- 98-349: Windows Operating System Fundamentals
- 98-372: Microsoft .NET Fundamentals

В 2012 году линейка MTA дополнилась следующими экзаменами:
- 98-373: Mobile Development Fundamentals
- 98-374: Gaming Development Fundamentals
- 98-375: HTML5 Application Development Fundamentals

По состоянию на первый квартал 2012 года на русском языке (по официальным данным Microsoft) доступен только экзамен HTML5 Application Development Fundamentals. Остальные экзамены доступны для сдачи на английском языке.
По состоянию на 08.09.2014 на русском языке доступен экзамен 98-366
Все перечисленные выше экзамены можно сдать в тестовых центрах Certiport.